# Onchnesoma squamatum
Onchnesoma squamatum är en stjärnmaskart som först beskrevs av Johan Koren och Daniel Cornelius Danielssen 1875. Enligt Catalogue of Life ingår Onchnesoma squamatum i släktet Onchnesoma och familjen Phascoliidae, men enligt Dyntaxa är tillhörigheten istället släktet Onchnesoma och familjen Phascolionidae. Arten är reproducerande i Sverige.

## Underarter
Arten delas in i följande underarter:
- O. s. oligopapillosum
- O. s. squamatum